# Orange (Teksas)
Orange je grad u američkoj saveznoj državi Teksas. Prema popisu stanovništva iz 2010. u njemu je živjelo 18.595 stanovnika.